# Cham (persoon)

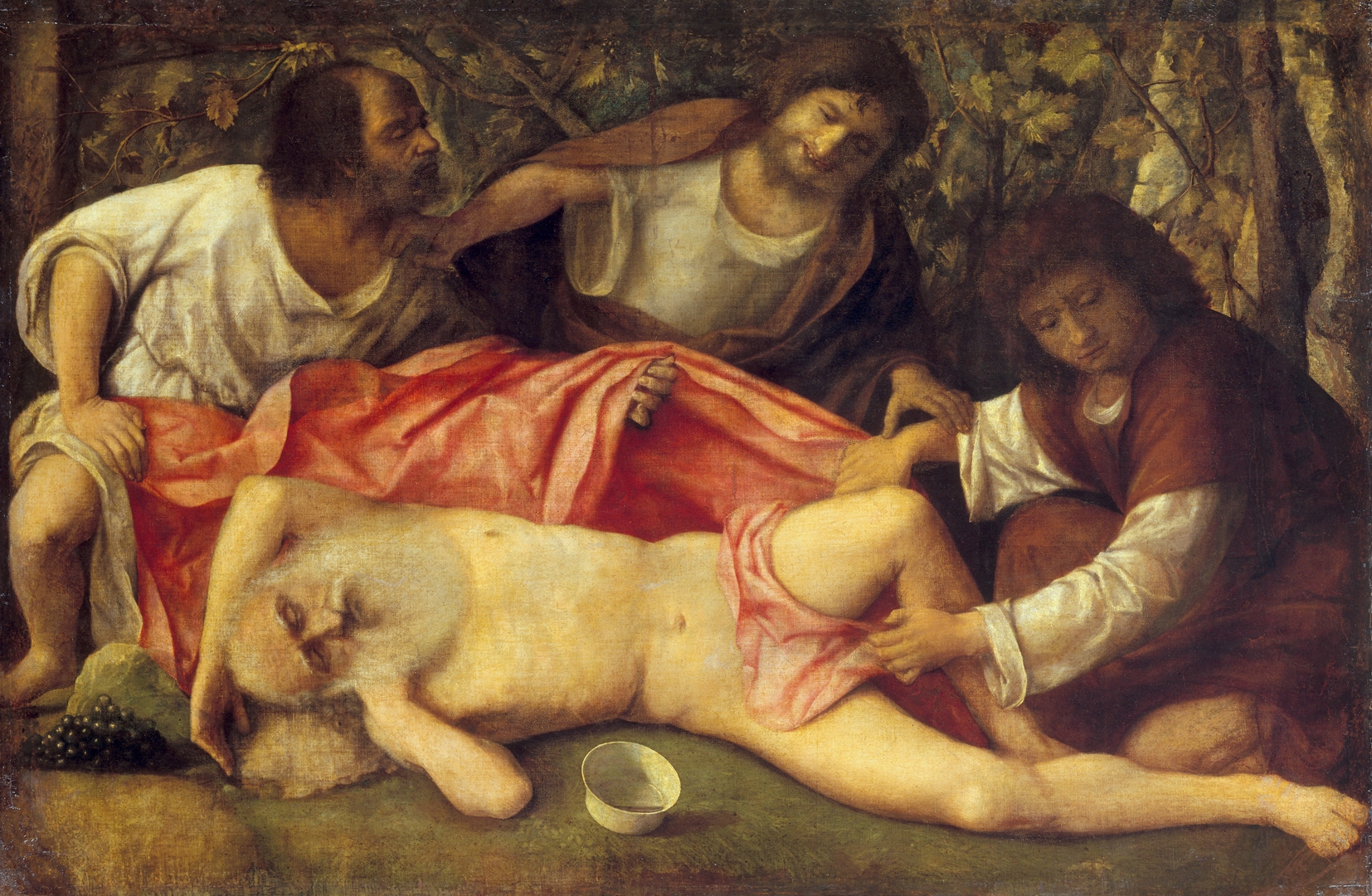
De dronkenschap van Noach, door Giovanni Bellini. Cham staat in het midden afgebeeld.

Cham (Hebreeuws: חָם) was volgens de Hebreeuwse Bijbel een van de zonen van Noach, en broer van Sem en Jafet (Genesis 10). Zijn zonen heetten Kus, Mitsrajim, Put en Kanaän, (volgens de volkerenlijst in Genesis is Mitsrajim de stamvader van het oude Egypte).
De term "Hamitisch", die vroeger vaak werd gebruikt om de vijf niet-Semitische takken van de Afro-Aziatische talen aan te duiden, is afgeleid van de naam Cham.

## Etymologie
Sinds de 17e eeuw wordt gesuggereerd dat de naam Cham verwant is aan het Hebreeuwse woord voor "verbrand", "zwart" of "heet". In een andere optie is de naam verwant aan het Egyptische woord ḥm, "dienaar" of het woord ḥm, "majesteit" of het woord Kmt, "Egypte" In een recensie uit 2004 van David Goldenbergs The Curse of Ham: Race and Slavery in Early Judaism, Christianity and Islam (2003) wordt gezegd dat Goldenberg "overtuigend aantoont dat de Bijbelse naam Cham geen enkele verwantschap heeft met een aanduiding van zwartheid en dat de etymologie van het woord onbekend is".

## Chams / Kanaäns vervloeking
Volgens Genesis 9:20-27 werd Noach dronken, zag Cham hem hierbij naakt en vertelde dit aan zijn broers. Toen Noach uit zijn roes ontwaakte en ontdekte wat was gebeurd, vervloekte hij Kanaän, waarbij hij aangaf dat hij Sem en Jafet zou dienen. Sommige wetenschappers zien deze "vervloeking van Kanaän" als een vroege Hebreeuwse rationalisatie van de verovering door de Israëlieten (nakomelingen van Sem) van Kanaän (het gebied).

### Rechtvaardiging voor slavernij
Omdat het Cham was die de overtreding had gepleegd, wordt deze vervloeking ook wel Chams vervloeking (of Chams vloek) genoemd. Maarten Luther stelde dat Cham de stamvader was van alle kleurlingen en zijn zoon Kus de stamvader van de negroïde Afrikanen (Kus is een verwijzing naar het Nubische Koesj - zie de volkenlijst in Genesis 10). Vrijwel vanaf het begin van de Trans-Atlantische slavenhandel werd de vervloeking van Cham aangehaald als rechtvaardiging van de slavernij.